# Carl Gustaf Hugo Thedenius
Carl Gustaf Hugo Thedenius (Tanum, 1843 - 1929) fue un médico, farmacéutico, y botánico sueco. Vivió en Estocolmo, siendo director comercial de la Farmacia Korpen, entre 1887 a 1891.

## Honores
- Presidente de Asociación de Farmacéuticos Suecia Occidental
- Presidente del Museo de Ciencia, del Consejo de Gotemburgo
- Miembro de la Sociedad Sueca de Medicina
- Tesorero de la Sociedad Médica de Gotemburgo
- Miembro de la Sociedad de Farmacéuticos de Suecia de 1889 a 1891

- La abreviatura «C.G.H.Thed.» se emplea para indicar a Carl Gustaf Hugo Thedenius como autoridad en la descripción y clasificación científica de los vegetales.[3]